# Alpina Žiri
Alpina er en slovensk fodtøjsproducent, der blev etableret i 1947 i byen Žiri. Oprindeligt hed virksomheden "Žiri Shoe Factory" men i 1951 skiftede den navn til "Alpina". 
Alpina produrer modesko og sportssko som sneakers og skistøvler.